# A Decree of Justice
A Decree of Justice è un cortometraggio muto del 1914 diretto da Tom Ricketts. Di genere drammatico, aveva come protagonisti Edward Coxen e George Field.

## Trama
Ed e Will Markell sono due fratelli molto diversi tra loro: quanto Ed è serio e lavoratore, tanto Will è un tipo sconsiderato. Dopo una notte passata in una bisca e rientrato a casa ubriaco, Will viene affrontato dal fratello che gli consiglia di cambiare vita. Il giovane parte allora per l'Ovest ma anche lì continua la sua vita scioperata. Finiti i soldi, torna a casa dove però finge di essere diventato cieco. Ed, nel frattempo, ha messo a punto un dispositivo di sicurezza per casseforti a cui stava lavorando da tempo. Alla dimostrazione dell'apparecchio sono presenti, oltre all'inventore, alcuni rappresentanti dell'azienda, il segretario di Ed, la signora Markell e il fratello supposto cieco. Qualche tempo dopo, c'è un tentativo di rapina nel caveau della banca, dove i ladri sono quasi riusciti a entrare. Ed sospetta subito di Mason, il suo segretario e uomo di fiducia, l'unico che oltre a lui conosca i piani originali del dispositivo e lo licenzia. Poi si applica a perfezionare il congegno. Will, il vero ladro, che era riuscito a conoscere il progetto del fratello senza generare sospetti data la sua falsa menomazione, si introduce nello studio quando crede che Ed stia dormento. Ma, toccando il dispositivo, viene colpito da un violento colpo di luce che lo acceca veramente. Ed, messo in allarme dai rumori, chiama la polizia che arresta Will. Disperato, mentre gli agenti lo stanno portando via, l'uomo implora il fratello di non fare sapere alla madre ciò che fatto.

## Produzione
Il film fu prodotto dalla American Film Manufacturing Company (come Flying A).

## Distribuzione
Distribuito dalla Mutual, il film - un cortometraggio di una bobina - uscì nelle sale cinematografiche degli Stati Uniti il 25 marzo 1914.